# Sansevieria sambiranensis
Espèce
Classification APG III (2009)
Sansevieria sambiranensis, également appelée Dracaena sambiranensis, est une espèce de plantes de la famille des Liliaceae et du genre Sansevieria.

## Description
Plante succulente, Sansevieria sambiranensis est une espèce de sansevières à longues feuilles de couleur vert à vert-clair, plates (sans sillon central) et lisses.
Elle a été identifiée comme espèce à part entière en 1936 par le botaniste français Henri Perrier de La Bâthie.

## Distribution et habitat
L'espèce est originaire de Madagascar, récoltée en 1909 dans le massif de Manongarivo sur versant de la rivière Sambirano qui lui donne son nom,.